# 火焰捲管螺
火焰捲管螺（学名：Daphnella flammea）为捲管螺科月桂捲管螺屬下的一个种。